# Dorog népessége

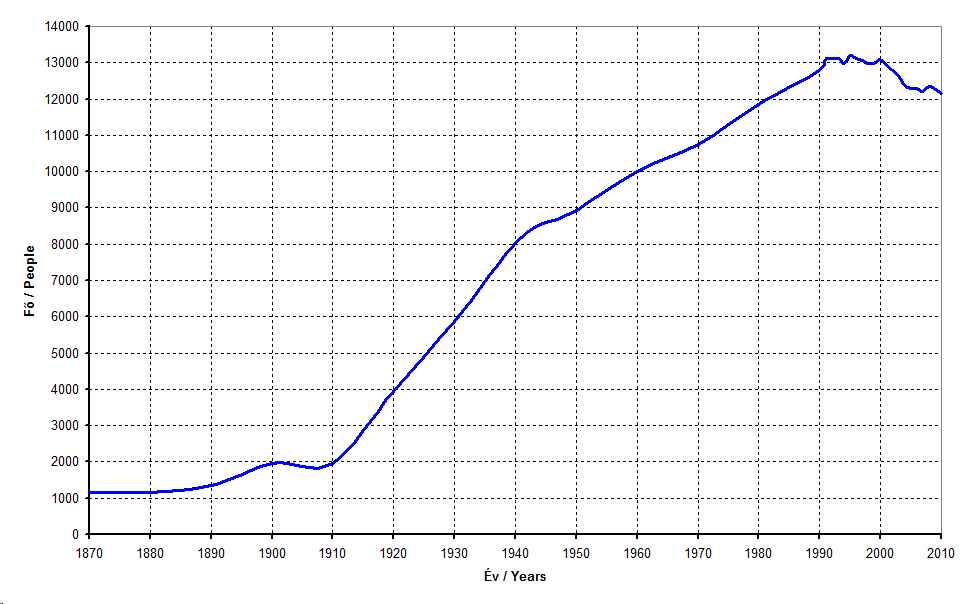
Dorog lakosságszámának változása (1870-2010)

Dorog népessége 2013. január 1-jén 11 905 fő volt, a település közigazgatási területén ebben az időpontban 5 145 lakást tartottak számon. A népességszám alakulását évek óta az enyhe csökkenés jellemzi, a lakásállomány változó intenzitással bővül. 2013-ban 1032 fő élt egy négyzetkilométeren, így az ország tizenkettedik legsűrűbben lakott települése, megelőzve a legtöbb nagyvárost. Dorog a századfordulóig jelentősen nem különbözött a környék falvaitól, azonban a vasút 1896-os megnyitásának és 1911-es bányaközponttá válásának köszönhetően új lendületet vett a fejlődés, 100 év alatt a korábbi ezer lelkes sváb falu lakossága meghaladta a 13 000 főt.

## Nemzetiségi megoszlás
Dorog ma etnikailag homogén magyarnak tekinthető, viszont a történelem folyamán ez nem volt mindig így. 1910-ben még sváb többségű falu volt, 1911-ben azonban a bányavidék központja lett, nagy számban érkeztek magyar bányászok és tisztviselők, 1916-ban megkezdődött a Tisztviselőtelep és az Újkolónia építése, így 1920-ra kis mértékben, de a magyarság került többségbe. A magyarság mellett a szlovákok aránya is növekedett, főleg a Liptó vármegyéből érkező bányászoknak köszönhetően (a rendelőintézet mellett álló korábbi munkásszálló, a Lipták-ház elnevezése utal a származási helyükre). Az 1920-as és 1930-as években az ország különböző vidékeiről, és az elszakított területekről, főként Erdélyből érkező bányászok (ők építették 1936-ban az erdélyi stílusú református templomot) letelepedése és a természetes asszimiláció következtében folytatódott a magyarság fokozatos térnyerése, a századelő kevesebb, mint 500 fős magyar közössége 1941-re meghaladta a 7000 főt. A településen belül jelentő különbségek voltak, míg a falu jórészt német nyelvű maradt, addig a település új része, a folyamatosan terjeszkedő kolónia magyar volt.
A második világháború után a német lakosság hozzávetőlegesen felét, 458 főt erőszakosan kitelepítettek, helyükre a csehszlovák-magyar lakosságcsere keretében felvidéki, főként zoborvidéki magyarok érkeztek. Ezzel egy időben jelentek meg a cigányok is, főként az elhagyott falusi sváb házakba költöztek be, bányászként dolgoztak, a Kádár-korszak évtizedei alatt jórészt asszimilálódtak a magyarsághoz, ezt jól mutatják a népszámlálási adatok, 1990-ben mindössze 3, valamilyen cigány nyelvet beszélő ember élt a városban, és 6-an vallották magukat cigánynak. A szocializmus évtizedeiben a folytatódó betelepülés és az asszimiláció miatt a lakosság nemzetiségi szempontból teljesen homogénné vált, 1980-ban lakosságának 99,7%-ka magyarnak vallotta magát.
Figyelemreméltó fejlemény, hogy a korábbi évtizedekben statisztikailag szinte kimutathatatlan németség újra színesíti a város nemzetiségi arculatát, a szabadabbá váló társadalmi hangulatnak és a progresszív népszámlálási kérdőívnek (többes nemzeti identitást is meg lehetett adni) köszönhetően 2001-ben a lakosság 4,2%-ka újra németnek vallotta magát, a csekély aránnyal ellentétben sok magát magyarnak valló doroginak vannak fél vagy negyed részben sváb felmenői. A romák száma az országos trendekkel ellentétben nem növekszik, ugyanis az önkormányzat az 1990-es évek óta folyamatosan bontja el a tanácsrendszer alatt még nem szanált lepusztultabb házakat (az Ötházakat 1996-ban, a Bányász köröndi sorházakat 2001-ben), új lakásokat és üzleteket építenek a helyükre, a kitelepített lakók így általában kiszorulnak a városból. A németek, szlovákok, cigányok és örmények is rendelkeznek nemzetiségi önkormányzattal. A német tájház a Bécsi úton tekinthető meg.

## Felekezeti megoszlás
A település a bányaközponttá válása előtt homogén római katolikus volt, azonban 1911-től kezdve a folyamatos betelepülés jelentősen átformálta a felekezeti összetételt, Trianon után főleg az erdélyi (lásd: erdélyi stílusú református templom), a szocializmus évei alatt pedig főleg a kelet-magyarországi áttelepülőknek köszönhetően folyamatos volt a reformátusok térnyerése a magyarság térnyerésével párhuzamosan, a századelő maroknyi kálvinista közössége az ezredfordulóra több, mint 1100 fősre gyarapodott. A reformátusokkal egyetemben a szintén főleg Kelet-Magyarországról érkező görögkatolikusok száma is folyamatosan növekedett. Az evangélikusok, görögkeletiek és unitáriusok közössége szintén gyarapodott egészen az 1949-es népszámlálás időpontjáig, viszont az azóta eltelt időszakban a szekularizáció és jelentősebb utánpótlás, betelepülés miatt fogyásnak indultak, a legnépesebb felekezetet alkotó római katolikusokkal együtt. Az izraeliták a népszámlálási adatok szerint nem alkottak jelentősebb közösséget, 1930-ban voltak a legtöbben, 31-en, bár az 1941-es népszámlálás idején a 24 izraelita mellett 12 "nem izraelita vallású zsidót" is összeírtak. A második világháború óta a szekularizáció következtében jelentősen nőtt a felekezeten kívüliek, ateisták száma és aránya, 2011-ben a város lakosságának közel negyede nem tartozott egyházhoz, felekezethez, további 31,6% nem adott választ.

## Népességnövekedés
| Időszak   | Természetes szaporodás | Vándorlási különbözet | Tényleges szaporodás | Népesség az időszak végén |
| --------- | ---------------------- | --------------------- | -------------------- | ------------------------- |
| 1900-1909 | 372                    | -389                  | -17                  | 1949                      |
| 1910-1919 | 259                    | 1735                  | 1994                 | 3943                      |
| 1920-1929 | 935                    | 985                   | 1920                 | 5863                      |
| 1930-1940 | 1284                   | 1035                  | 2319                 | 8182                      |
| 1941-1948 | 464                    | 209                   | 673                  | 8855                      |
| 1949-1959 | 1187                   | -48                   | 1139                 | 9994                      |
| 1960-1969 | 572                    | 204                   | 776                  | 10 744                    |
| 1970-1979 | 626                    | 474                   | 1100                 | 11 844                    |
| 1980-1989 | 230                    | 724                   | 954                  | 12 798                    |
| 1990-2000 | 99                     | -288                  | -189                 | 12 609                    |
| 2001-2011 | -296                   | -114                  | -410                 | 12 199                    |

| Év        | Születési ráta | Halálozási ráta | Népességnövekedési ráta |
| --------- | -------------- | --------------- | ----------------------- |
| 1900      | 47,3           | 25,4            | 21,9                    |
| 1910      | 42,1           | 19,0            | 23,1                    |
| 1920      | 44,1           | 20,5            | 23,6                    |
| 1930      | 35,3           | 18,9            | 16,4                    |
| 1941      | 20,5 (18,9)    | 10,3 (13,2)     | 10,2 (5,7)              |
| 1949      | 19,6 (20,6)    | 7,7 (11,4)      | 11,9 (9,2)              |
| 1960      | 14,4 (14,7)    | 7,5 (10,2)      | 6,9 (4,5)               |
| 1970      | -              | -               | -                       |
| 1980      | -              | -               | -                       |
| 1990      | -              | -               | -                       |
| 2001-2009 | 9,6 (9,6)      | 11,9 (13,1)     | -2,3 (-3,5)             |

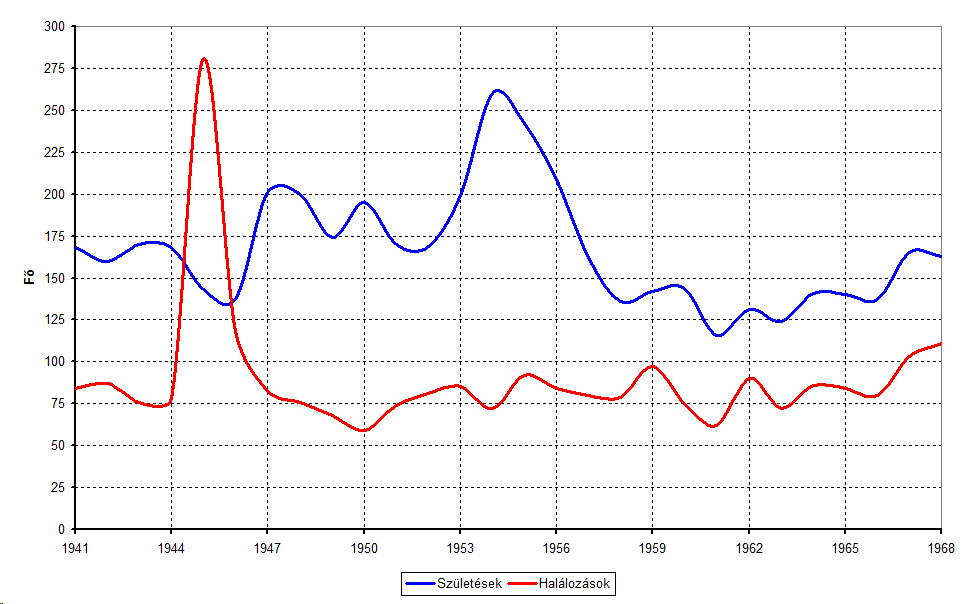
A második világháború és a Ratkó-korszak népmozgalmi eseményei Dorogon

- Megjegyzés: Ezer főre vetítve, zárójelben az országos adat. 2001 és 2009 között abszolút adatokból származtatott átlag.[2][3][32][35][36]

Az 1890-es évekig Dorog jelentősen nem különbözött a környék falvaitól, a népességnövekedés nem volt számottevő, és főleg a természetes szaporulat függvényében alakult. A népességfejlődésben meghatározó jelentőségű volt az 1896-ra elkészült - a Fővárost a dorogi bányákkal összekötni hivatott - helyiérdekű vasút (1931-től állami vasút, ma Budapest-Esztergom vasútvonal) kiépítése, ami megalapozta a város 20. századi gyors fejlődését. A vasútépítéssel összefüggésben a bányatulajdonos Salgótarjáni Kőszénbánya Rt. megkezdte az Öregkolónia építését a tervezett nyomvonaltól északra, az 1892 és 1898 között felépült telepnek köszönhetően a település népessége 1900-ra megközelítette a 2000 főt. A következő évtizedben jelentősebb lakásépítés hiányában nem nőtt a falu népessége, sőt, kis mértékben csökkent, a természetes szaporulat nem tudta ellensúlyozni az elvándorlást.
1911-ben újabb fordulat következett be, Schmidt Sándor kezdeményezésére Dorog lett a bányaközpont, megindult a nagyipari bányászat, 1916-ban megkezdődött a Tisztviselőtelep és az Újkolónia építése, így 1920-ra a népességszám megduplázódott, az 1910-es években 1735 fő volt a falu vándorlási nyeresége. Az 1920-as és 1930-as években a betelepülésnek és az országos átlagot jelentősen felülmúló természetes szaporulatnak (az említett két évtizedben a születések száma átlagosan két és félszerese volt a halálozásoknak, előfordult háromszoros eltérés is a születések javára) köszönhetően a népességszám újfent megduplázódott, a második világháború előtt már több, mint 8000-en éltek Dorogon. Az 1940-es években a frontesemények és a németek kitelepítése ellenére is nőtt a népesség.
A második világháború után csillapodott a népességnövekedés üteme az előző évtizedekhez viszonyítva, az 1950-es évek jelentős bányavállalati lakásépítései és letelepítései elsősorban Tát-Kertvárosra, az új mintakertvárosra koncentrálódtak, Dorogot kevésbé érintették, így enyhe elvándorlás jellemezte a települést. A természetes szaporulat az 1950-es években ismét az országos átlagot jelentősen meghaladó szintet ért el, 1950 és 1955 között 1235 újszülött látta meg a napvilágot, ezzel szemben csak 463 dorogi hunyt el, a születések száma több, mint két és félszer felülmúlta a halálozásokét. Az 1956-os forradalom után a természetes szaporulat üteme mérséklődött az országos trendekhez hasonlóan.
A népességfejlődésnek a vasút megépülte és a település bányaközponttá válása után időrendben harmadik leglényegesebb momentuma az 1960-as években megindult szocialista városfejlesztés, panelosítás volt, azonban a népességnövekedésnél lényegesebb volt a modern infrastruktúra kiépülése. A Kádár-korszak évtizedei alatt 3000 fővel növekedett a város lakossága, a növekedést az országos átlagot kétszeresen felülmúló természetes szaporulat, és a - főleg kelet-magyarországi (lásd "Felekezeti megoszlás" szakasz) - betelepülés tette lehetővé. 1960 és 1990 között 2830 fővel növekedett a népesség, ebből 1428 fő (50,5%) volt a természetes szaporulat és 1402 fő (49,5%) a vándorlási nyereség. A születések száma az országosan megfigyelhető természetes fogyással ellentétben egészen a 2000-es évekig több volt, mint a halálozások száma, így a gyarapodás ennek - és az 1990-re elkészült Schmidt Sándor-lakótelepnek - köszönhetően töretlen volt egészen 1995-ig, ekkor érte el a város népessége a csúcspontját, 13 211 főt.
Az azóta eltelt másfél évtized alatt Dorog 1055 főt veszített a lakásállomány folyamatos bővülése ellenére, főleg a lakótelepekről a szomszédos településekre való kiköltözés következtében, 1995 és 2010 között a várossal közvetlen szomszédos falvak (Tokodaltáró, Csolnok, Leányvár, Piliscsév, Kesztölc) népességnövekedése 845 fő volt, ami közel teljes mértékben ellensúlyozta a dorogi csökkenést.

## Lakásállomány
| Év   | Lakások száma | 1 szobás     | 2 szobás     | 3 és több szobás | Egyéb lakóegység | Száz lakásra jutó lakó |
| ---- | ------------- | ------------ | ------------ | ---------------- | ---------------- | ---------------------- |
| 1949 | 2353          | 1571 (66,5%) | 603 (25,5%)  | 109 (4,6%)       | 79               | 376                    |
| 1960 | 2777          | 1574 (56,7%) | 1058 (38,1%) | 122 (4,4%)       | 23               | 360                    |
| 1970 | 3191          | 1359 (42,5%) | 1406 (44,0%) | 422 (13,2%)      | 7                | 336                    |
| 1980 | 3936          | 890 (22,5%)  | 2098 (52,9%) | 935 (23,6%)      | 40               | 301                    |
| 1990 | 4604          | 498 (10,8%)  | 2331 (50,6%) | 1775 (38,6%)     | 0                | 278                    |
| 2001 | 4839          | 419 (8,7%)   | 2430 (50,2%) | 1990 (41,1%)     | 0                | 243                    |
| 2011 | 5140          | 416 (8,1%)   | 2645 (51,5%) | 2079 (40,5%)     | 0                | 237                    |

Dorog huszadik századi intenzív fejlődési ciklusa előtt, 1890-ben 204, jórészt vályogfalú lakóépületet írtak össze, 1941-ben már 950, túlnyomórészt téglafalazatú lakóépület (ezek egy része többlakásos volt) állt a településen. A második világháború után, 1949-ben 2353 lakást írtak össze, ezek szinte mindegyikében volt már elektromos áram (a településen az erőmű megépülte, 1906 óta van áramszolgáltatás), negyedükben vízvezeték is emelte az életszínvonalat (a vízvezeték-hálózat építése 1929-ben kezdődött). A századforduló óta zsúfolt munkásteleppé nőtt falu lakásállományában felülreprezentáltak voltak az egyszobás lakások, egyetlen lakószobával rendelkezett a lakosság többségének otthonául szolgáló Öregkolónia és Újkolónia lakásainak mindegyike, és a Munkástelep jelentős része is. Az 1950-es években a folyamatosan bővülő állomány összetétele alapvetően nem változott meg, a dorogiak többsége továbbra is kis munkáslakásokban élt, igaz javuló komfortfokozat mellett; jelentős momentumnak tekinthető, hogy a dorogi hőerőmű 1950-től kezdődően távhővel és vezetékes melegvízzel látja el a település üzemeit és középületeit, megkezdődött a távhőhálózat kiépítése. Az évtized jelentősebb bányavállalati lakásépítései és infrastruktúrafejlesztései elsősorban Tát-Kertvárosra, a vállalat mintakertvárosára összpontosultak.
A kádári konszolidáció után a budapesti munkáskerületekhez, a bányászvárosokhoz és a többi ipari településhez hasonlóan Dorogon is megkezdődött a szocialista városfejlesztés, az épített környezet látványos fejlődésen ment keresztül, a félkomfortos, egyszobás, egészségtelen kolónialakások és szűk utcák helyét a szanálások nyomán tágas, összkomfortos lakások foglalták el, a korábbi külterületeket a parcellázások után családi házak vették birtokukba, 1960 és 1990 között épült a lakásállomány kétharmada. 1962-63-ban felépült a Baross Gábor-lakótelep (akkoriban Zalka Máté lakótelep), ez első panelházakból álló telep, amelynek második ütemét már távhő- és melegvízvezetékkel is ellátták. Az Öregkolónia helyén felépült a Zsigmondy Vilmos-lakótelep, a korszerűtlen Újkolónia elbontása után pedig 1985 és 1990 között a város legnagyobb lakótelepe, a 889 lakásból álló Schmidt Sándor (eredetileg Lenin), részletesen lásd: Dorog városrészei.
A már korábban is teljesnek mondható villamos hálózat mellett teljesen kiépült a vízvezeték- és a csatornahálózat is. A városi távhő- és melegvízhálózatot 1950 óta többször bővítették a lakótelepek épülésével párhuzamosan, ma a középületek túlnyomó többsége mellett 1372 (más források szerint 1287) dorogi lakás (26%) ellátása biztosított a dorogi hőerőműből. A gázvezeték-hálózat építése 1989-ben kezdődött, 1992-re hozzávetőlegesen 600, 2001-re 1591, 2008-ra már 1964 lakás (39,7%) csatlakozott rá a hálózatra, a bekötés lehetősége minden egyedi fűtéses lakás számára adott. Az egyszobás lakások száma és aránya folyamatosan csökken az 1960-as évek óta, a kétszobások részesedésének növekedése folyamatos volt 1980-ig, azóta a három- és többszobás lakóegységek száma növekszik a legdinamikusabban. Az 1950-es évek óta a lakások száma több, mint kétszeresére, szobaszáma többszörösére nőtt, 2010-re a város lakásállománya meghaladta az 5000-et.

## Korösszetétel
A város korösszetétele nagyjából megfelel az országos átlagnak, a fiatal korosztályok (15 év alattiak) 2010-ben 14, az aktív korúak (15-64 év) 71, míg az idősek (65 év felett) 15%-kal részesedtek az össznépességből. Egészen 2009-ig a fiatalok korosztálya népesebb volt, mint az időseké (országosan 2006 óta él több idős, mint fiatal). Az egymást követő kohorszokat vizsgálva nem figyelhetőek meg olyan ingadozások, mint az ország korfáján, mivel a születések száma az 1990-es évek elejéig viszonylag egyenletesen magas volt, azonban a Ratkó-gyerekek és unokák generációja így is népesebb, mint a többi. Sokan vannak még az 1980-as évek végén és a rendszerváltás idején születettek, ez a tömeges tanácsi és vállalati lakásépítéseknek köszönhető, ugyanis a legnépesebb dorogi lakótelep, a több ütemben 1990-re elkészült 889 lakásos Schmidt Sándor az említett évtized második felében épült, ennek a lakótelepnek a korösszetétele igen torznak tekinthető, lakosainak nagy részét középkorúak és gyermekeik; tizen- és huszonéves fiatalok alkotják. A panelházakba hozzávetőlegesen 2500 embert (átlagos családnagysággal számolva), jelentős részben fiatal házasokat költöztettek be a városon kívülről is, ennek köszönhetően megemelkedett a születések száma, fiatalodott a város.

### Korfák

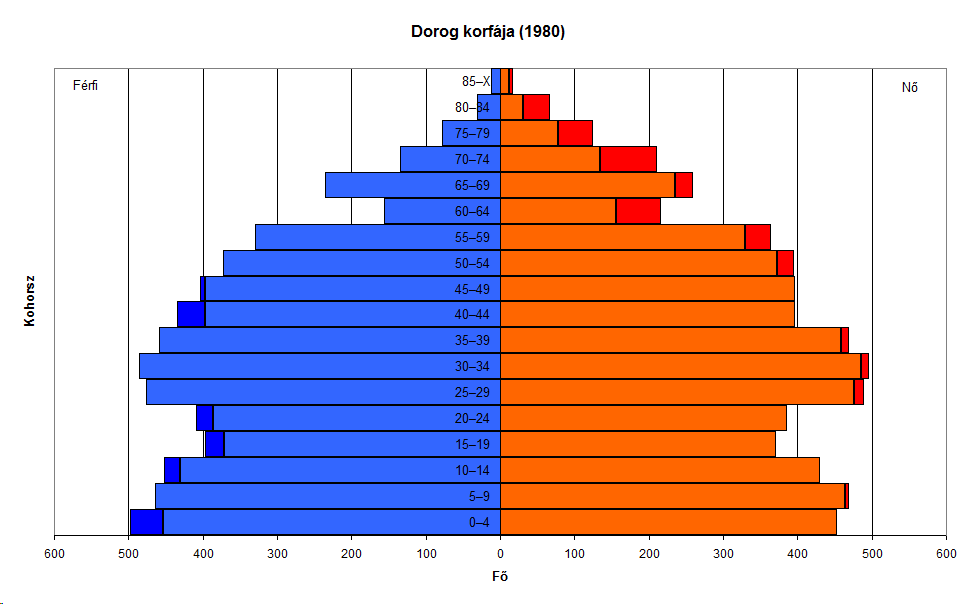
1980
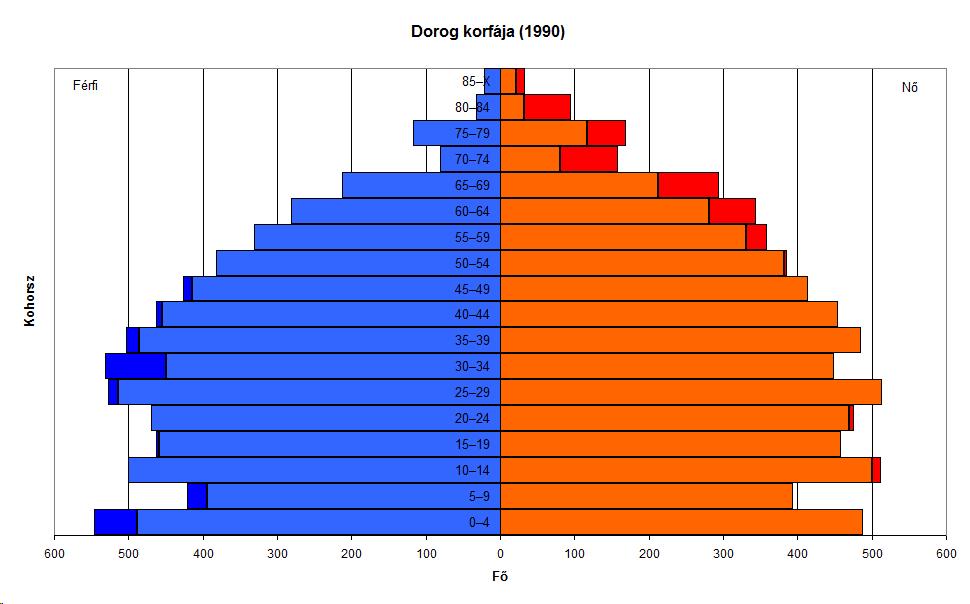
1990
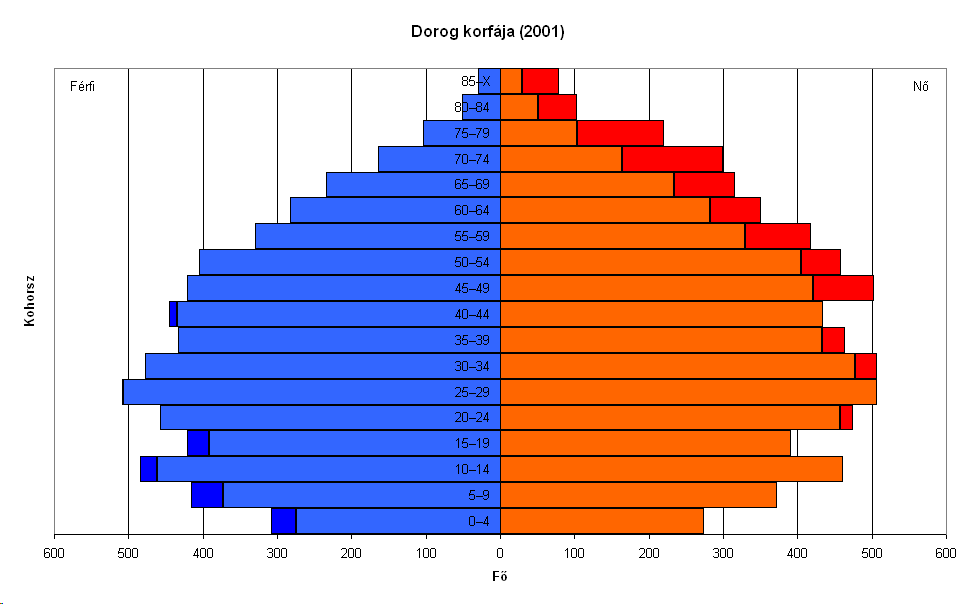
2001

## Dorog leggyakoribb vezetéknevei 2010-ben
Balázs, Bartl, Bauer, Farkas, Gáspár, Hágelmayer, Horváth, Juhász, Kálmán, Karsai, Kertész, Kovács, Major, Mészáros, Molnár, Nagy, Németh, Papp, Pintér, Schmidt, Simon, Szabó, Szalai, Székely, Szőke, Tóth, Török, Varga, Vass